# Десетка новчића
Десетка новчића је десета карта у боји новчића, углавном у тарот шпиловима. То је паралелно са Десетком дијаманата у картама за играње . Одело се често назива Пентакли, или понекад Дискови . Ова карта се користи у игрању игара као и у прорицању . У прорицању се сматра делом Малих Аркана .

## Симболика Рајдер-Вејта
- Новчићи на предњој страни су поређани према структури кабалистичког Дрвета живота .

- Човек у позадини као да чува старца - види се да држи копље . Као такав може се сматрати " на послу ".

- Жена, вероватно мајка детета, разговара са мушкарцем.

## Употреба прорицања
Често се повезује са породичним стварима, финансијским стварима или мешавином то двоје.    Неки извори га повезују са богатством или чак богатством.   Може одражавати радно окружење. 

## У другим шпиловима
У шпилу Таут тарота ова карта је означена као Богатство и повезана је са трећим деканом Девице, за коју се каже да њоме влада Меркур .